# Franklin (Massachusetts)
Franklin – miasto w Stanach Zjednoczonych, w stanie Massachusetts, w hrabstwie Norfolk.

## Klimat
Miasto leży w strefie klimatu kontynentalnego, wilgotnego, z gorącym latem, i surową zimą, należącego według klasyfikacji Köppena do strefy Dfa. Średnia temperatura roczna wynosi 10,1°C, a opady 1193,8 mm (w tym do 98,1 cm opadów śniegu). Średnia temperatura najcieplejszego miesiąca – lipca wynosi 23,0°C, natomiast najzimniejszego -3,4°C.  Miesiącem o najwyższych opadach jest listopad o średnich opadach wynoszących 114,3 mm, natomiast najniższe opady są w lutym i wynoszą średnio 86,4 mm.